# Malangas
Malangas è una municipalità di terza classe delle Filippine, situata nella Provincia di Zamboanga Sibugay, nella regione della Penisola di Zamboanga.
Malangas è formata da 25 baranggay:
- Bacao
- Basak-bawang
- Bontong
- Camanga
- Candiis
- Catituan
- Dansulao
- Del Pilar
- Guilawa
- Kigay
- La Dicha
- Lipacan
- Logpond

- Mabini
- Malungon
- Mulom
- Overland
- Palalian
- Payag
- Poblacion
- Rebocon
- San Vicente
- Sinusayan
- Tackling
- Tigabon